# Ленинский округ (Комсомольск-на-Амуре)
Ленинский округ — один из двух округов города Комсомольска-на-Амуре. Также известен как «Дзёмги».

## География
Округ расположен в северо-восточной части города Комсомольска-на-Амуре. С севера округ окружают сопки. На востоке граница огибает Хорпинские озёра и выходит к реке Амур, являющейся естественной преградой на юге и востоке. С Центральным округом граница проходит через Силинский лес.

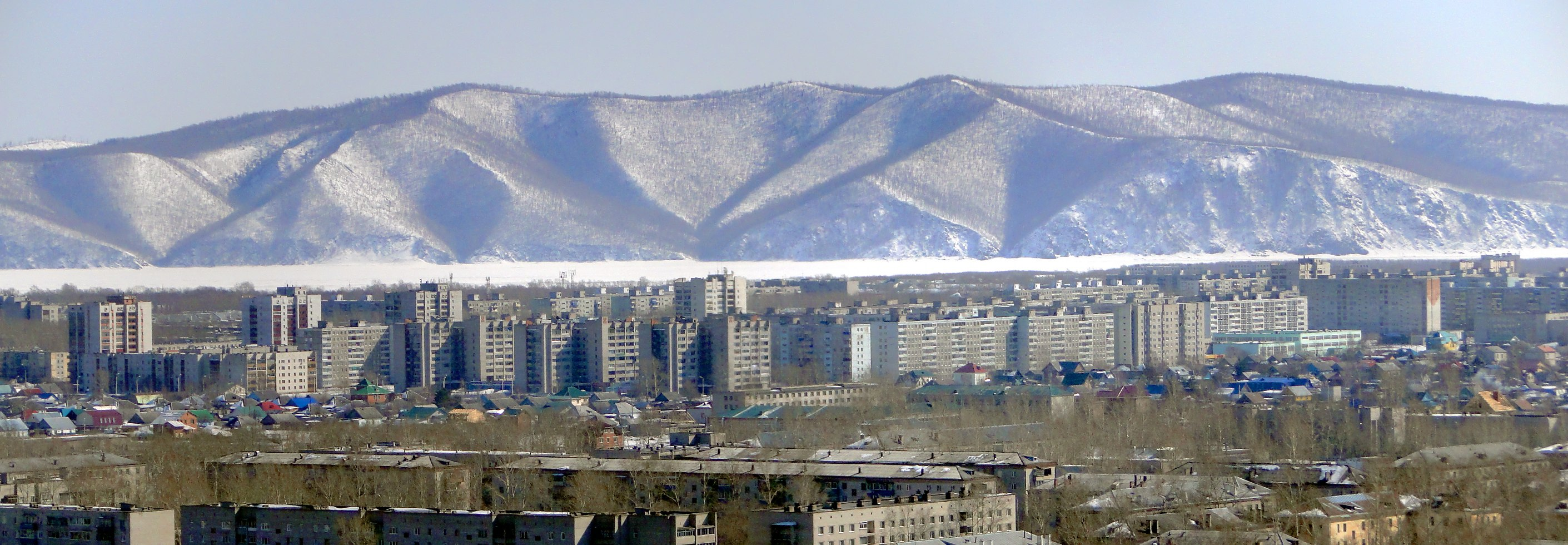
Вид на Ленинский округ

## История
С середины XIX века и до начала XX века на месте округа, на берегу реки Амур, располагалось нанайское стойбище «Дзёмги». В январе 1932 года правительственной комиссией было принято решение о возведении на территории стойбища Дзёмги авиастроительного завода. Стал выделяться Дзёмгинский район города Комсомольска-на-Амуре. 19 октября 1943 года город был административно разделён на Ленинский, Сталинский и Центральный районы. Указом от 7 августа 1957 года административно-территориальное деление города было упразднено. Вновь город был поделён на районы Указом Президиума Верховного Совета РСФСР от 31 марта 1972 года: наряду с Центральным был вновь создан Ленинский район. В 2008 году район был упразднён и преобразован в территориальную единицу Ленинский округ.

## Население
| 1939  | 1979  | 1989  | 2002  | 2008  |
| ----- | ----- | ----- | ----- | ----- |
| 27692 | 83693 | 95556 | 89296 | 86567 |

## Галерея

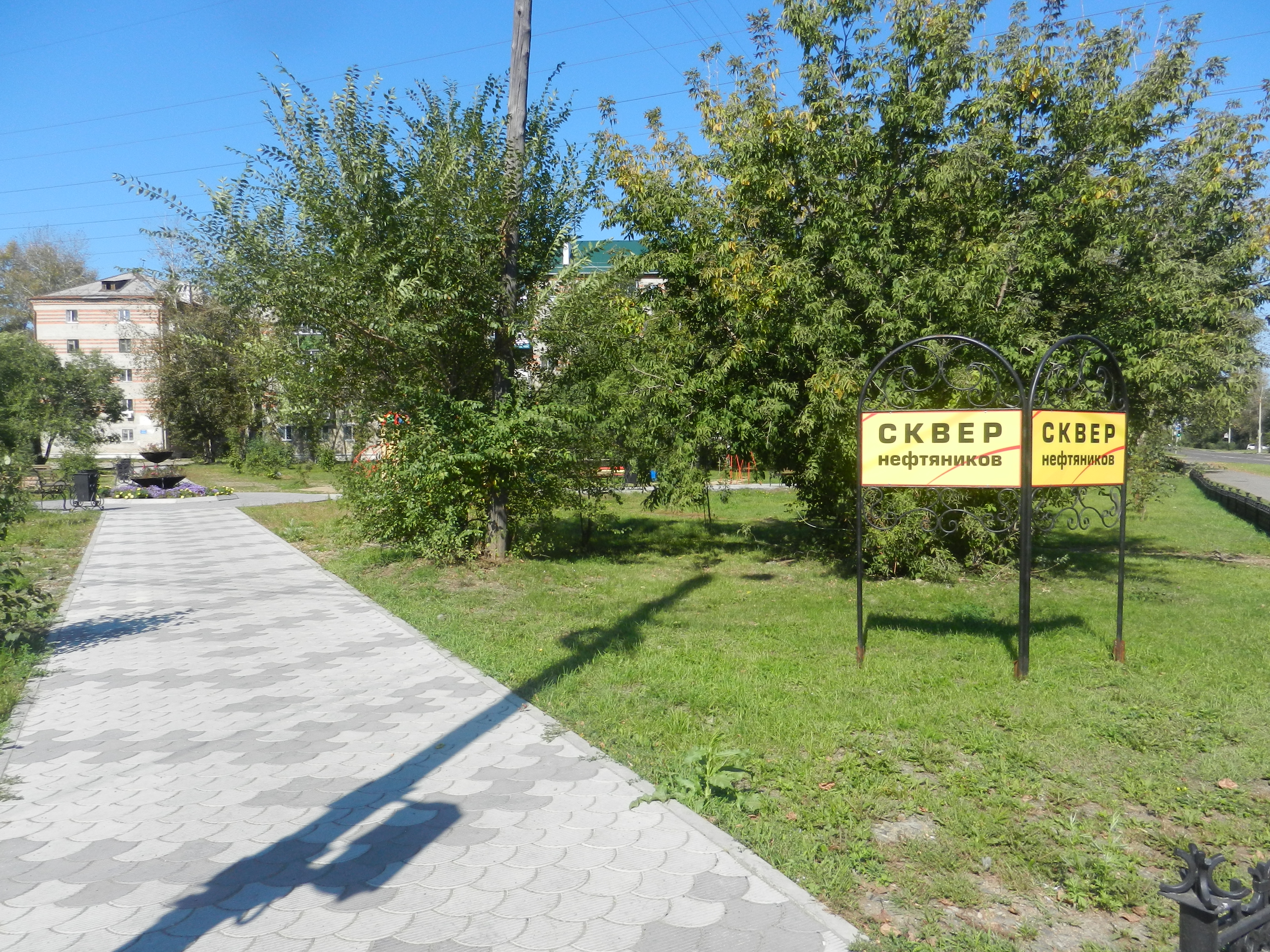
Сквер нефтяников
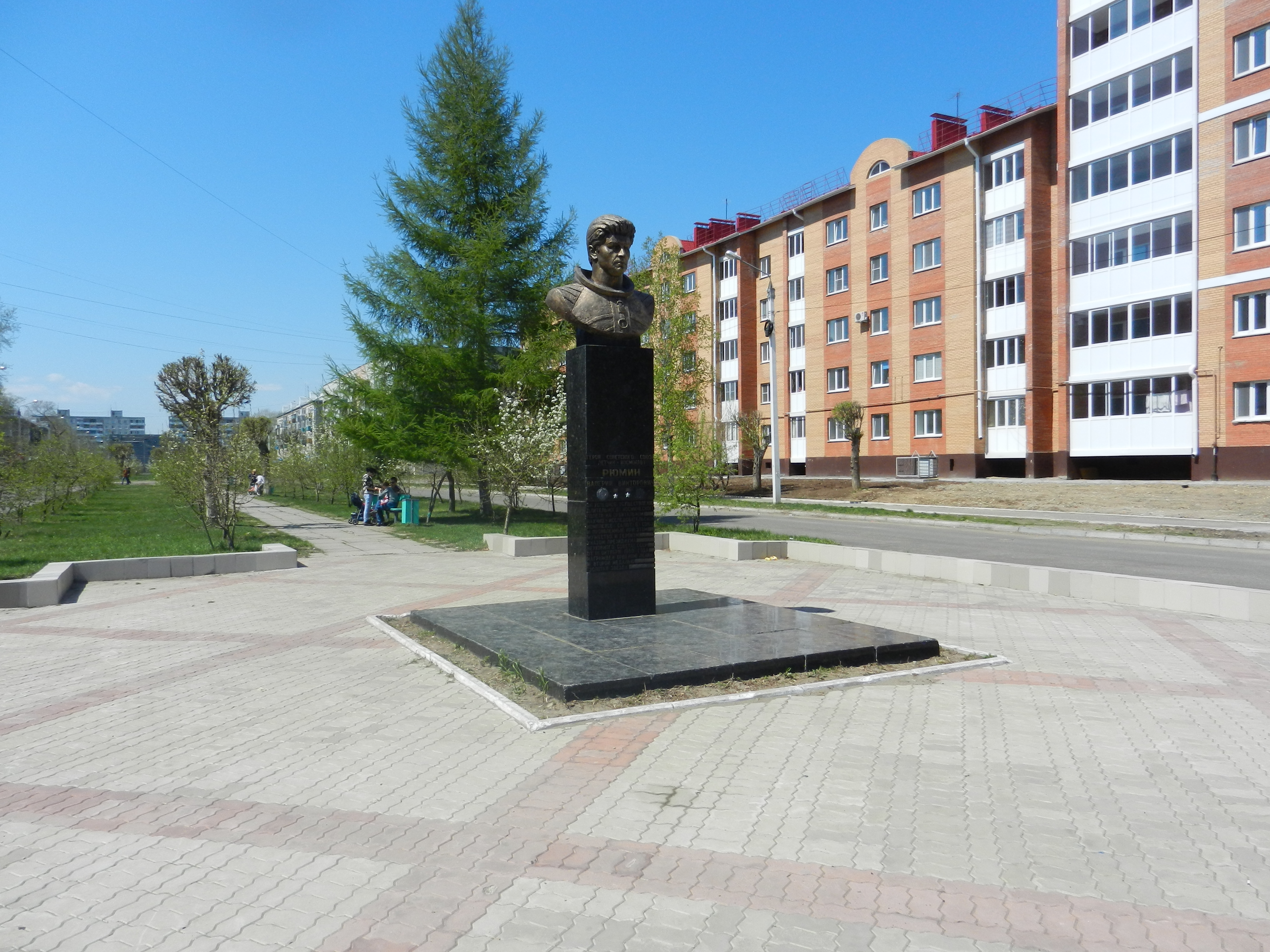
Бюст В. В. Рюмина
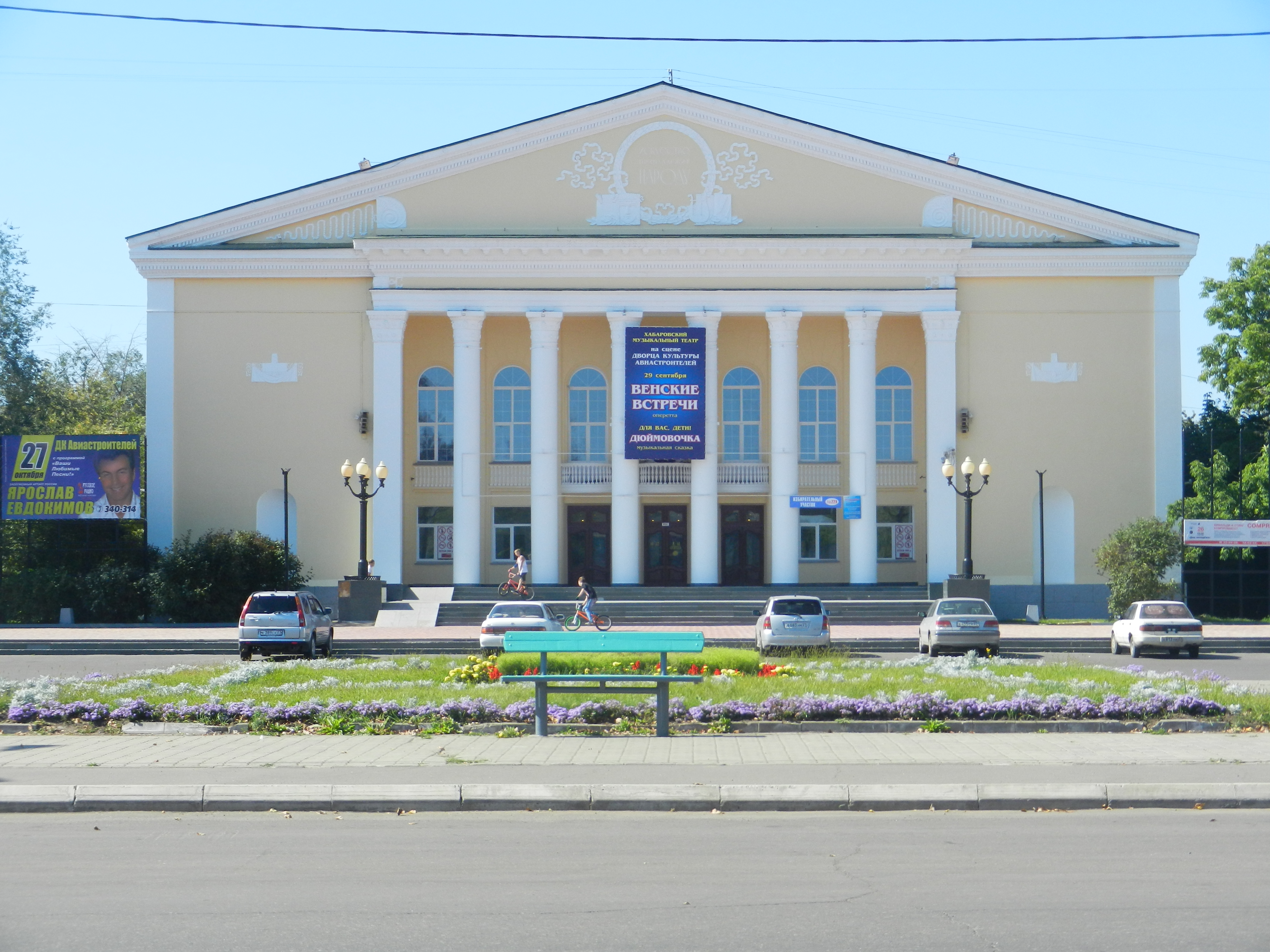
ДК Авиастроителей
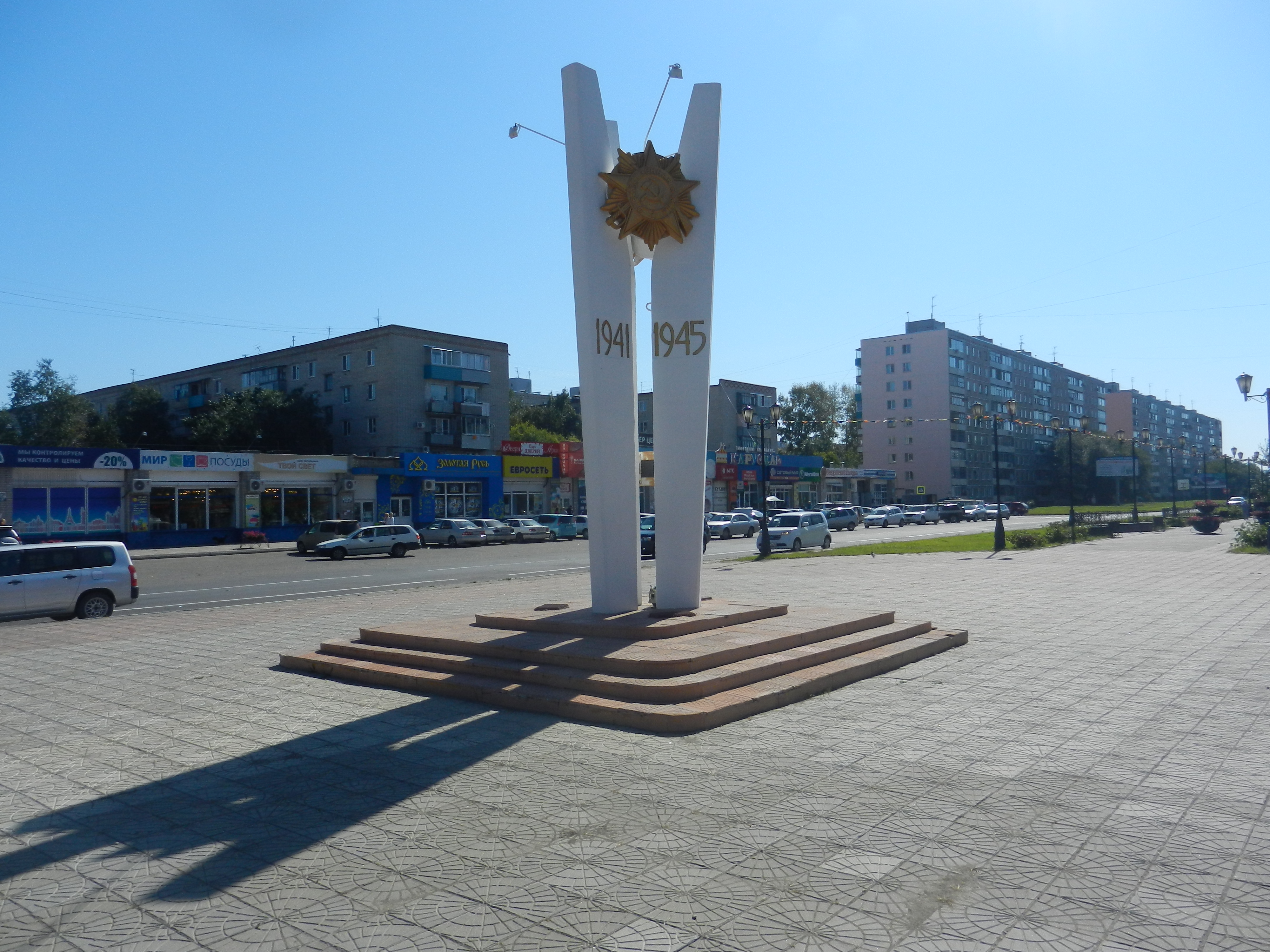
Проспект Победы